# Шаргородська міська рада
Ша́ргородська міська́ ра́да — адміністративно-територіальна одиниця та орган місцевого самоврядування в Шаргородському районі Вінницької області. Адміністративний центр — місто Шаргород.

## Загальні відомості
- Територія ради: 6,87 км²
- Населення ради: 7 021 особа (станом на 2001 рік)
- Територією ради протікають річки Мурашка, Ковбасна

## Населені пункти
Міській раді підпорядковані населені пункти:
- м. Шаргород

## Склад ради
Рада складається з 30 депутатів та голови.
- Голова ради: Барецький Володимир Іванович
- Секретар ради: Кедик Катерина Станіславівна

### Депутати
За результатами місцевих виборів 2010 року депутатами ради стали:

#### За суб'єктами висування
| Суб'єкт висування                                                                    | Кількість обраних депутатів | %    |
| ------------------------------------------------------------------------------------ | --------------------------- | ---- |
| Партія регіонів                                                                      | 6                           | 20   |
| Політична партія Всеукраїнське об'єднання «Батьківщина»                              | 6                           | 20   |
| Українська Народна Партія                                                            | 4                           | 13,3 |
| Українська партія                                                                    | 4                           | 13,3 |
| Народна партія                                                                       | 3                           | 10   |
| Політична партія «Фронт Змін»                                                        | 3                           | 10   |
| Українська партія «Єдність»                                                          | 2                           | 6,7  |
| Політична партія Народний Рух України                                                | 1                           | 3,3  |
| Політична партія «УДАР (Український Демократичний Альянс за Реформи) Віталія Кличка» | 1                           | 3,3  |

#### За округами
| № округу                                                                             | Прізвище, ім'я, по батькові        | Дата визнання обраним | Освіта             | Партійна приналежність                                                                     | Відомості про обраного депутата                                     |
| ------------------------------------------------------------------------------------ | ---------------------------------- | --------------------- | ------------------ | ------------------------------------------------------------------------------------------ | ------------------------------------------------------------------- |
| Народна Партія                                                                       |                                    |                       |                    |                                                                                            |                                                                     |
| б/м                                                                                  | Гавліцький Микола Йосипович        | 01.11.2010            | вища               | член Народної партії                                                                       | Шаргородська районна рада, начальник оргвідділу                     |
| б/м                                                                                  | Мельник Ольга Казимирівна          | 01.11.2010            | вища               | член Народної партії                                                                       | міська рада, секретар ради та виконкому                             |
| б/м                                                                                  | Байдацький Павло Леонідович        | 01.11.2010            | вища               | член Народної партії                                                                       | приватний підприємець                                               |
| Партія регіонів                                                                      |                                    |                       |                    |                                                                                            |                                                                     |
| б/м                                                                                  | Дубчак Зінаїда Володимирівна       | 01.11.2010            | вища               | член Партії регіонів                                                                       | Шаргородська загальноосвітня школа І-ІІІ ст. № 2, директор          |
| б/м                                                                                  | Стус Людмила Василівна             | 01.11.2010            | вища               | член Партії регіонів                                                                       | тимчасово не працює                                                 |
| б/м                                                                                  | Томчук Сергій Володимирович        | 01.11.2010            | вища               | член Партії регіонів                                                                       | приватний підприємець                                               |
| б/м                                                                                  | Івахов Юрій Вікторович             | 01.11.2010            | вища               | член Партії регіонів                                                                       | тимчасово не працює                                                 |
| 5                                                                                    | Хаєцький Віталій Олександрович     | 02.11.2010            | вища               | член Партії регіонів                                                                       | пенсіонер                                                           |
| 9                                                                                    | Кучинський Руслан Михайлович       | 02.11.2010            | вища               | член Партії регіонів                                                                       | ТП «Шаргородський ринок», директор                                  |
| Політична партія Всеукраїнське об'єднання «Батьківщина»                              |                                    |                       |                    |                                                                                            |                                                                     |
| б/м                                                                                  | Андрійчишен Володимир Анатолійович | 01.11.2010            | вища               | член Всеукраїнського об'єднання «Батьківщина»                                              | фонд державного страхування, заступник начальника                   |
| б/м                                                                                  | Шкварук Людмила Леонідівна         | 01.11.2010            | вища               | член Всеукраїнського об'єднання «Батьківщина»                                              | тимчасово не працює                                                 |
| 2                                                                                    | Байда Наталія Петрівна             | 02.11.2010            | вища               | член Всеукраїнського об'єднання «Батьківщина»                                              | Шаргородський районний центр земельного кадастру, спеціаліст        |
| 4                                                                                    | Стус Галина Павлівна               | 02.11.2010            | вища               | член Всеукраїнського об'єднання «Батьківщина»                                              | пенсіонер                                                           |
| 7                                                                                    | Маркевич Віталій Леонтійович       | 02.11.2010            | вища               | член Всеукраїнського об'єднання «Батьківщина»                                              | тимчасово не працює                                                 |
| 13                                                                                   | Коломієць Ігор Васильович          | 02.11.2010            | вища               | позапартійний                                                                              | Шаргородська районна податкова інспекція, ревізор інспектор         |
| Політична партія Народний Рух України                                                |                                    |                       |                    |                                                                                            |                                                                     |
| 8                                                                                    | Крущук Тетяна Олексіївна           | 02.11.2010            | середня спеціальна | член Народного Руху України                                                                | приватний підприємець                                               |
| Політична партія «УДАР (Український Демократичний Альянс за Реформи) Віталія Кличка» |                                    |                       |                    |                                                                                            |                                                                     |
| б/м                                                                                  | Кривоклуб Олександр Олексійович    | 01.11.2010            | вища               | член Політичної партії «УДАР (Український Демократичний Альянс за Реформи) Віталія Кличка» | приватний підприємець                                               |
| Політична партія «Фронт Змін»                                                        |                                    |                       |                    |                                                                                            |                                                                     |
| б/м                                                                                  | Маркевич Валентина Григорівна      | 01.11.2010            | вища               | член Політичної партії «Фронт Змін»                                                        | пенсіонер                                                           |
| 1                                                                                    | Косовська Галина Леонтіївна        | 02.11.2010            | вища               | член Політичної партії «Фронт Змін»                                                        | Сільпо «Поділля», голова                                            |
| 10                                                                                   | Сербін Констянтин Олексійович      | 02.11.2010            | вища               | член Політичної партії «Фронт Змін»                                                        | ЦРЛ, лікар (хірург)                                                 |
| Українська Народна Партія                                                            |                                    |                       |                    |                                                                                            |                                                                     |
| б/м                                                                                  | Стус Лілія Михайлівна              | 01.11.2010            | вища               | член Української Народної Партії                                                           | Шаргородська середня загальноосвітня школа № 2, заступник директора |
| б/м                                                                                  | Бабак Олег Олегович                | 01.11.2010            | вища               | позапартійний                                                                              | приватний підприємець                                               |
| 6                                                                                    | Бригадир Віталій Михайлович        | 02.11.2010            | вища               | член Української Народної Партії                                                           | Шаргородський БДЮТ, керівник гуртка                                 |
| 11                                                                                   | Шкварук Валерій Андрійович         | 02.11.2010            | вища               | член Української Народної Партії                                                           | Шаргородська загальноосвітня школа № 2, вчитель                     |
| Українська партія                                                                    |                                    |                       |                    |                                                                                            |                                                                     |
| 3                                                                                    | Шведюк Петро Миколайович           | 02.11.2010            | вища               | позапартійний                                                                              | пенсіонер                                                           |
| 12                                                                                   | Печенюк Петро Іванович             | 02.11.2010            | вища               | позапартійний                                                                              | тимчасово не працює                                                 |
| 14                                                                                   | Печенюк Володимир Петрович         | 02.11.2010            | вища               | позапартійний                                                                              | Шаргородське відділення КБ ПАТ «ПриватБанк», керуючий               |
| 15                                                                                   | Короп Петро Миколайович            | 02.11.2010            | вища               | позапартійний                                                                              | Вінницькі високовольтні електричні мережі, водій                    |
| Українська партія «Єдність»                                                          |                                    |                       |                    |                                                                                            |                                                                     |
| б/м                                                                                  | Васильков Руслан Петрович          | 01.11.2010            | вища               | позапартійний                                                                              | приватний підприємець                                               |
| б/м                                                                                  | Китасюк Руслан Іванович            | 01.11.2010            | вища               | позапартійний                                                                              | Шаргородський райавтодор ДП «Вінницяоблавтодор», начальник          |

### Керівний склад попередніх скликань
| Прізвище, ім'я, по батькові  | Основні відомості                                                                                | Дата обрання | Дата звільнення |
| ---------------------------- | ------------------------------------------------------------------------------------------------ | ------------ | --------------- |
| Жмурко Тимофій Станіславович | Міський голова, 1953 року народження, освіта вища, безпартійний                                  | 26.03.2006   | 31.10.2010      |
| Жмурко Тимофій Станіславович | Міський голова, 1953 року народження, освіта вища, безпартійний                                  | 31.10.2010   | 18.09.2011      |
| Винокур Ігор Михайлович      | Міський голова, 1964 року народження, освіта вища, член Всеукраїнського об'єднання «Батьківщина» | 18.09.2011   | 02.12.2020      |
| Барецький Володимир Іванович | Міський голова, 1957 року народження, освіта вища                                                | 02.12.2020   |                 |

Примітка: таблиця складена за даними сайту Верховної Ради України

Примітки та джерела
1. ↑  Шаргородська міська рада. Результати виборів депутатів. ЦВК. Архів оригіналу за 5 березень 2016. Процитовано 14 жовтня 2015.
2. ↑  Керівний склад попередніх скликань ради на сайті Верховної Ради України
3. ↑  Секретарі попередніх скликань ради на сайті Верховної Ради України

- Шаргородська міська рада // Облікова картка на офіційному вебсайті Верховної Ради України.